# Иосиф (Нелюбович-Тукальский)
Митрополит Иосиф (в миру Афанасий Нелюбович-Тукальский; ум. 26 июля 1675) — епископ Константинопольской православной церкви, митрополит Киевский, Галицкий и всея Руси, экзарх Константинопольского престола.

## Биография
Первое упоминание о нём относится к 1649 году, когда он числился в звании старшины Виленского Свято-Духова монастыря.
С 1658 года — архимандрит Лещинского монастыря.
3 августа 1661 года утверждён королём в звании епископа Могилевского и Мстиславского с оставлением настоятелем Лещинского монастыря.
В 1663 году избран православным духовенством на Киевскую митрополию, но не признан польским правительством.
В 1664 году, оклеветанный гетманом Тетерею, заключен в Мариенбургскую крепость, где томился около двух лет. По Подгаецкому договору освобожден из крепости в 1667 году. После освобождения жил в Чигирине.
В 1668 году, по ходатайству гетмана Дорошенко, утверждён Константинопольским патриархом в звании Киевского митрополита и патриаршего экзарха в Польше и Литве. Избрание епископа Иосифа на Киевскую митрополию произошло в самый разгар борьбы между Россией и Польшей за обладание Украиной. Являвшиеся один за другим гетманы склонялись то на ту, то на другую сторону, терзая страну междоусобицами.
Новому митрополиту предстояло решить, с кем он. На личном опыте он испытал тяжёлое положение Православия под польским владычеством, но не хотел и присоединения к России, требовавшей подчинения Церкви Московскому патриарху. Выбор его оказался неожиданным. Вместе с гетманом Дорошенко, с которым он был связан дружбой и благодарностью за освобождение из крепости, они решили заключить договор с Турцией. Напрасно писал ему архиепископ Лазарь Баранович: «Под басурманскою рукою стонет Греция и по настоящее время, и самих патриархов вешают: о, невольная вольность! И для чего под такое ярмо класть шею? Греки рады бы освободиться от него, Русь сама лезет».
Не слушая ничего, митр. Иосиф и Дорошенко рассчитывали добиться от турок вольности и гражданской, и религиозной. Только заключённое между Россией и Польшей перемирие помешало исполнению этого намерения, в котором потом митрополит Иосиф горько раскаивался. 9 августа 1670 года он писал: «По беззакониям моим, которым нет числа, не признаю себя я душою, страждущею за благочестие. В горести душа моя. Как могу я называться пастырем, когда растерял стадо? О, да соберет его Создатель и Искупивший Своею Кровью».
Получив от патриарха Константинопольского утверждение в звании митрополита, Иосиф, однако, не смел явиться в Киев, так как его не хотело признавать ни киевское духовенство, ни правобережные казаки, не принимавшие участия в его выборах. С другой стороны, он был избран и без согласия Москвы, там имели серьёзное основание считать его ненадёжным и назначили местоблюстителем Киевского престола Черниговского архиеп. Лазаря Барановича.
Вместе с Лазарем Барановичем, гетманом Многогрешным и другими, он настойчиво требовал от царя Алексея Михайловича не отдавать опоры православия — Киева — в руки поляков. И они добились этого.
Испытывая колебание в своих политических взглядах, митр. Иосиф всегда стремился оберегать Православие, опорой которого в Киеве был Братский училищный монастырь, или Братская коллегия. Этой коллегии он отдал даже местечко Стайки, которое получил от Дорошенко на своё содержание. «Сам я борзо нищетен, — писал он, — но отдаю их как две лепты вдовицы на поддержание того обнищавшего места».
Скончался 26 июля 1675 года. Погребен в Мгарском Лубенском монастыре.
Поучения его остались в рукописях; послания и письма были опубликованы.